# 207. Sicherungs-Division (Wehrmacht)
Die 207. Sicherungs-Division war eine deutsche Infanteriedivision des Heeres im Zweiten Weltkrieg.

## Geschichte

### Aufstellung
Am 15. März 1941 wurde die 207. Sicherungs-Division durch Wiedereinberufung von beurlaubten Truppenteilen auf dem Truppenübungsplatz Groß Born (Wehrkreis II) aus dem Stab und einem Drittel der 207. Infanterie-Division aufgestellt.
Folgende Gliederung wurde bei der Aufstellung umgesetzt:
- verstärktes Infanterie-Regiment 374 mit drei Bataillonen
- Wach-Bataillon 706 (von der 207. Infanterie-Division)
- I. Abteilung / Artillerie-Regiment 207 mit drei Batterien (von der 207. Infanterie-Division)
- Divisionseinheiten 207, u. a. Versorgungsführer 374 (von der 207. Infanterie-Division)

### Unternehmen Barbarossa

#### Sicherungsaufgaben im Rückwärtigen Heeresgebiet
Ab Juni 1941 bis Februar 1944 wurde die Division im rückwärtigen Heeresgebiet Nord eingesetzt. Hierzu wurde der Division das Polizei-Bataillon 105 der Ordnungspolizei als ergänzender Verband zugeteilt.
Am 3. November 1941 trat der Stab/Landesschützen-Regiment 94 und am 1. Dezember des gleichen Jahres die Nachrichten-Abteilung 821 zur Division. Aus der 207. Infanterie-Division wurde am 1. April 1942 die Versorgungseinheiten 374 der Division zugeteilt. Zum 11. April 1942 trat die Reiter-Abteilung 207 zur Division. Am 1. Juni 1942 wurde aus dem Stab des Landesschützen-Regiments 94 der Stab des Sicherungs-Regiments 94, welches am 19. Dezember 1942 mit den unterstellten Bataillonen zum Regiment formiert wurde.
1942 wurde die Division im Rahmen des Estnischen Selbstschutz eingesetzt. Bis Februar 1944 war die Division im rückwärtigen Heeresgebiet Nord eingesetzt, wobei von August bis Dezember 1942 das Infanterie-Regiment 374 beim XXXVI. Armeekorps zugewiesen war und in 1943 der Einsatzraum der Division im Gebiet um Staraja Russa und Newel war.

#### Peipus-See und Raum Dorpat
Im März 1944, der 18. Armee angehörend, folgten die Einsatzgebiete um den Peipussee. Im April 1944 wurde die Division bei Pleskau umgegliedert, wobei die Artillerie-Abteilung I./207 auf der II./Artillerie-Regiment 13 (L) gebildet wurde. Von April bis Juli 1944 war die Division dort zur Verfügung der 18. Armee gesetzt und kam im August 1944 nach Dorpat zur Armeeabteilung Narwa. Ab Oktober 1944 war die Division bis zur Auflösung der Division im November im Einsatzgebiet um Dorpat und dort der 16. Armee unterstellt.

### Auflösung und Verwendung der Divisionsstabes im Kurland
Im November 1944 erfolgte die Auflösung der Division, wobei der Divisionsstab als Divisionsstab z. b. V. bei der 16. Armee in Kurland.
Ab Dezember 1944 kam der Stab der Division im Kurland zum Einsatz und blieb bis April/Mai 1945 zur besonderen Verwendung.

## Kommandeure
- Generalleutnant Carl von Tiedemann: März 1941 bis Dezember 1942
- Generalmajor/Generalleutnant Erich Hofmann: Januar 1942 bis November 1943
- Generalmajor Bogislav von Schwerin: November 1943 bis 17. September 1944 (gefallen)
- Generalmajor Martin Berg: Oktober 1944 bis Dezember 1944
- Generalleutnant Kurt Gerok: Dezember 1944 bis Januar 1945
- Generalmajor Johannes-Oskar Brauer: ab Januar 1945

## Gliederung November 1942
- Grenadier-Regiment 374 (bis zur Auflösung im April 1944) mit drei Bataillonen
- Sicherungs-Regiment 94 mit drei Bataillonen
- II./Polizei-Regiment 9 (aus Polizei-Bataillon 112)
- Ostreiter-Abteilung 207
- Panzer-Kompanie 207 (am 15. Oktober 1942 aufgestellt und mit russischen Beutepanzern T-34 ausgestattet)
- Artillerie-Abteilung 207
- Divisionsnachrichten-Abteilungen 821
- Divisionseinheiten 374

## Kritik an der Behandlung von sowjetischen Widerstandskämpfern
Im Rahmen von Einsätzen der Division gegen Partisanen im Raum Torma kam es zu einem Zwischenfall. Der Divisionskommandeur Carl von Tiedemann äußerte, dass die Partisanen als Soldaten zu behandeln seien und regte eine andere, „allzu menschliche“ Behandlung anstelle der Erschießung an. Diese Äußerungen wurden als Kritik an der Staatsführung aufgefasst und als Zersetzung verstanden. Der Vorgang fand eine Erfassung im Reichssicherheitshauptamts.

## Bekannte Divisionsangehörige
- Gerd-Paul von Below, später Generalmajor, war Kommandeur des Grenadier-Regiments 374